# Gustav Leopold Plitt
Gustav Leopold Plitt (* 27. März 1836 in Genin; † 10. September 1880 in Erlangen) war ein deutscher lutherischer Theologe und Professor für Kirchengeschichte.

## Leben
Gustav Leopold Plitt war der Sohn des Pastors an der St.-Georgs-Kirche in Genin Carl Gustav Plitt (1808–1878). Der Senator Heinrich Gustav Plitt (1777–1841) war sein Großvater und der Senator Heinrich Gustav Plitt sein Onkel. Er besuchte das Katharineum zu Lübeck bis zum  Abitur Ostern 1854 und begann dann das Studium der Evangelischen Theologie an der Universität Erlangen. Während seines Studiums wurde er dort 1854 Mitglied der christlichen Studentenverbindung Uttenruthia. 1856/57 studierte er in Berlin und ging dann nach Erlangen zurück. 1858 bestand er die Kandidatenprüfung für das geistliche Amt in seiner Heimatstadt Lübeck, 1861 wurde er Lizentiat der Theologie, und 1862 habilitierte er sich in Erlangen mit einer Untersuchung zur Autorität der Schmalkaldischen Artikel De auctoritate articulorum Smalcaldicorum symbolica.
Der Schwerpunkt seinen Forschungen galt der Reformation. 1867 wurde Plitt zum außerordentlichen Professor befördert. Im Jahr 1872 wurde ihm von der Universität Dorpat der theologische Ehrendoktor verliehen. 1875 erhielt Plitt den Lehrstuhl für Kirchengeschichte und theologische Enzyklopädie an der Universität Erlangen. 1877 wurde er in das Herausgebergremium der zweiten Auflage der Realenzyklopädie für protestantische Theologie und Kirche berufen.
Er war Mitglied der Bayerischen Fortschrittspartei, Präsident des bayerischen Vereins für Judenmission und setzte sich für die Innere Mission ein. Im Deutsch-Französischen Krieg 1870/71 organisierte er die Felddiakonie, wofür er mit dem Preußischen Kronenorden ausgezeichnet wurde.
Er war seit 1866 verheiratet mit Cäcilie Julie Pauline Schelling, einer Enkelin von Friedrich Wilhelm Joseph Schelling.

## Auszeichnungen
- Preußischer Kronenorden, 4. Klasse mit dem Roten Kreuz
- Verdienstkreuz für die Jahre 1870/71
- Kriegsgedenkmünze für 1870/71 aus Stahl am Nichtkombattantenband

## Schriften (Auswahl)
- Die Loci Communes Philipp Melanthons [!] in ihrer Urgestalt herausgegeben und erläutert. Deichert, Erlangen 1864. Online.
  - Die Loci Communes Philipp Melanchthons in ihrer Urgestalt nach G.L. Plitt in zweiter Auflage und von neuem herausgegeben und erläutert D. Th. Kolde. Deichert (Böhme), Erlangen und Leipzig 1890. Online in der Google-Buchsuche-USA.
- Einleitung in die Augustana. 2 Bde. Deichert, Erlangen 1867–1868. Online: Band 1 Band 2.
- Luther vor Kaiser und Reich: ein Vortrag gehalten im December 1868. Deichert, Erlangen 1869. Online in der Google-Buchsuche-USA.
- Aus Schellings Leben. In Briefen. 3 Bde. Hirzel, Leipzig 1869–1870. Online: Band 1 Band 2. Reprint: Olms, Hildesheim [u. a.] 2003.
- Kurze Geschichte der lutherischen Mission in Vorträgen. Deichert, Erlangen 1871. Online in der Google-Buchsuche-USA.
- Ein Wort für die preußischen Kirchengesetze. Deichert, Erlangen 1873.
- Die Apologie der Augustana geschichtlich erklärt. Deichert, Erlangen 1873. Online in der Google-Buchsuche-USA.
- Jodokus Trutfetter von Eisenach der Lehrer Luthers in seinem Wirken geschildert. Deichert, Erlangen 1876. Online in der Google-Buchsuche-USA.
- Die Albrechtsleute oder die evangelische Gemeinschaft. Ein Wort zur Belehrung und Warnung. Deichert, Erlangen 1877.
- D. Martin Luthers Leben und Wirken. Zum 10. November 1883 dem deutschen evangelischen Volke geschildert von D. Gustav Plitt, vollendet von Eginhard Friedrich Petersen, Hauptpastor in Lübeck. Hinrichs, Leipzig 1883. Online in der Google-Buchsuche-USA.